# Emilio Ortiz de Zevallos
Emilio Ortiz de Zevallos y Vidaurre (París, 13 de abril de 1885-1965), diplomático peruano.

## Biografía
Su padre fue Ricardo Ortiz de Zevallos y Tagle, VI marqués de Torre Tagle, hijo de Manuel Ortiz de Zevallos y García, y Josefa de Tagle y Echevarría, V marquesa de Torre Tagle. Su madre fue Carmen Vidaurre y Panizo, descendiente de Manuel Lorenzo de Vidaurre.
Estudió en el Colegio Sagrados Corazones Recoleta y en el Instituto de Lima. Se trasladó a Estados Unidos, donde estudió Agricultura en la Universidad Cornell de Nueva York de la que se graduó de Bachelor of Science (1906).
En 1916, se casó con Mary Thorndike Galup, hija de Ernesto Thorndike Mathieu y Carmela Galup Fuentes, y hermana de Augusto Thorndike Galup. Tuvieron cuatro hijos, entre ellos el político Javier Ortiz de Zevallos.
Designado segundo secretario de la legación peruana en Francia, en 1926, fue nombrado primer secretario y encargado de negocios, cargo que ocupó hasta 1930, cuando pasó a servir en Roma. En 1934, fue nombrado cónsul general y consejero comercial en la embajada en Chile y, luego, en 1937, fue director de protocolo y ceremonia del Perú.
En 1940, durante el gobierno de Manuel Prado y Ugarteche, fue nombrado ministro plenipotenciario en Panamá, cargo que ocupó hasta 1944 cuando fue designado para Canadá con el mismo puesto. Frustrada esta posibilidad por la elevación a embajada de esta última legación, volvió a Panamá como el primer embajador de su país en ese país hasta 1952.
Fue además secretario de la Sociedad Nacional Agraria (1916-1918) y delegado en distintas organizaciones culturales francesas: el Congreso de Bibliotecarios, la Conferencia de Automovilismo y el Congreso de Cinematografía.
- Datos: Q5831263